# Сет Роген
Сет Арон Роген (енгл. Seth Aaron Rogen; Ванкувер, 15. април 1982), канадски је филмски и ТВ глумац, комичар, продуцент и сценариста.
Његова прва главна улога била је у телевизијској серији Freaks and Geeks, објављеној 1999. године. Његов следећи рад била је серија Неодлучни. Док је радио на овом пројекту, глумац је чак написао сценарије за неколико епизода. Године 2001. Сет Роген је играо битне улоге у филмовима Дони Дарко и Досонов свет. Сет Роген је 2008. добио награду за сценарио за филм Кул момци.
Неки од битнијих дела Сета Рогена, као глумца и гласовног глумца били су филмови: Шрек 3, Заломило се, 4 банке, а невин, Спајдервикове хронике, Хортон, Кунг-фу Панда, Ананас експрес, Зек и Мири снимају порнић, Обожаваоци, Апокалипса у Холивуду.
Године 2011. објављена је суперхеројска акциона комедија Зелени Стршљен, где Роген игра главну улогу Брит Рида. Истовремено, Сет је био иницијатор и други сценариста филма.

## Награде
Године 2005. номинован је за награду Еми за изванредан сценарио за комедијски програм. Роген је написао сценарије за последњу сезону емисије Али Џи. Године 2006. номинован је за МТВ филмске награде у категорији најбољег тима на екрану са својим филмом 4 банке, а невин. 